# Гидроакустический буй

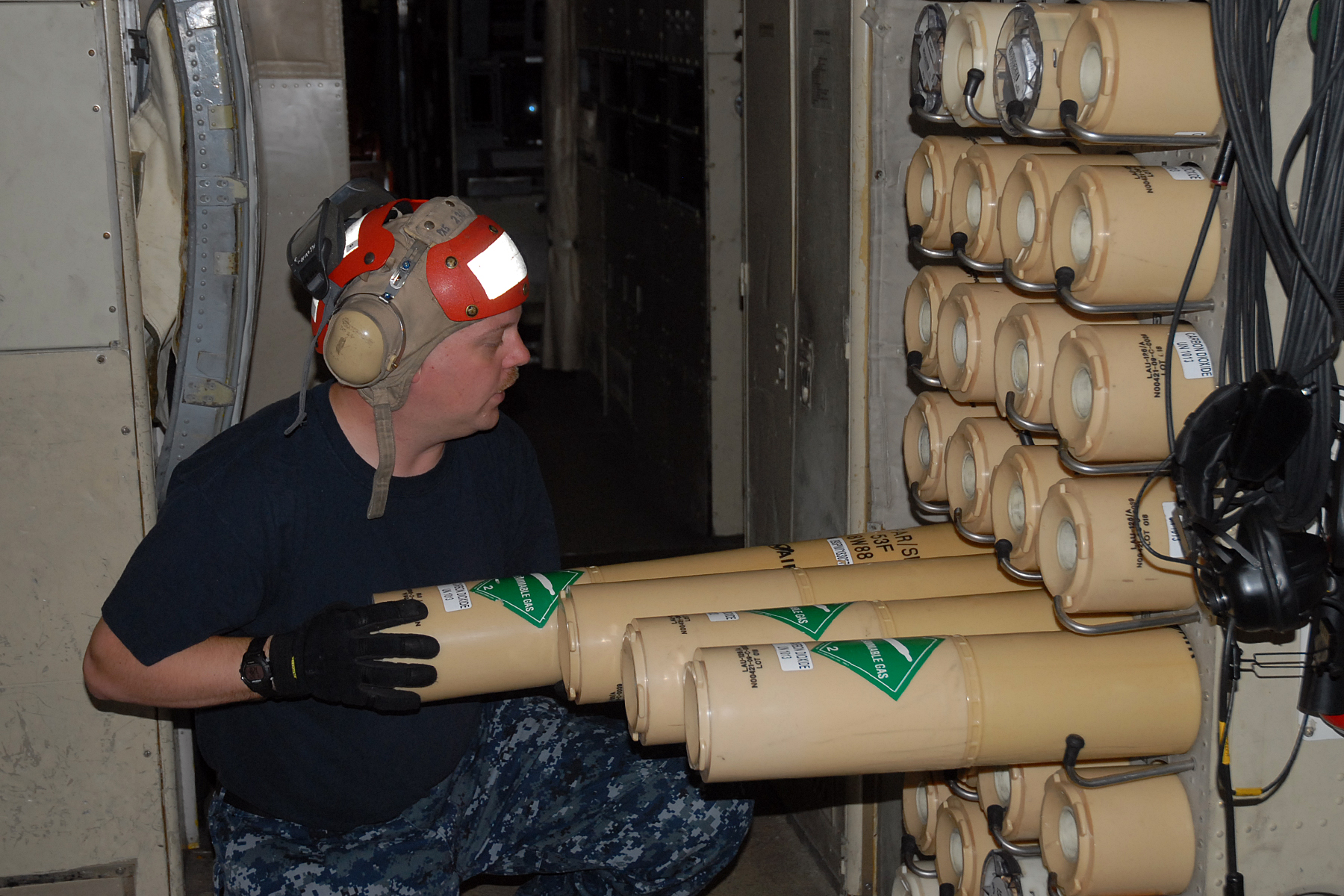
Складирование буёв AN/SSQ-53F

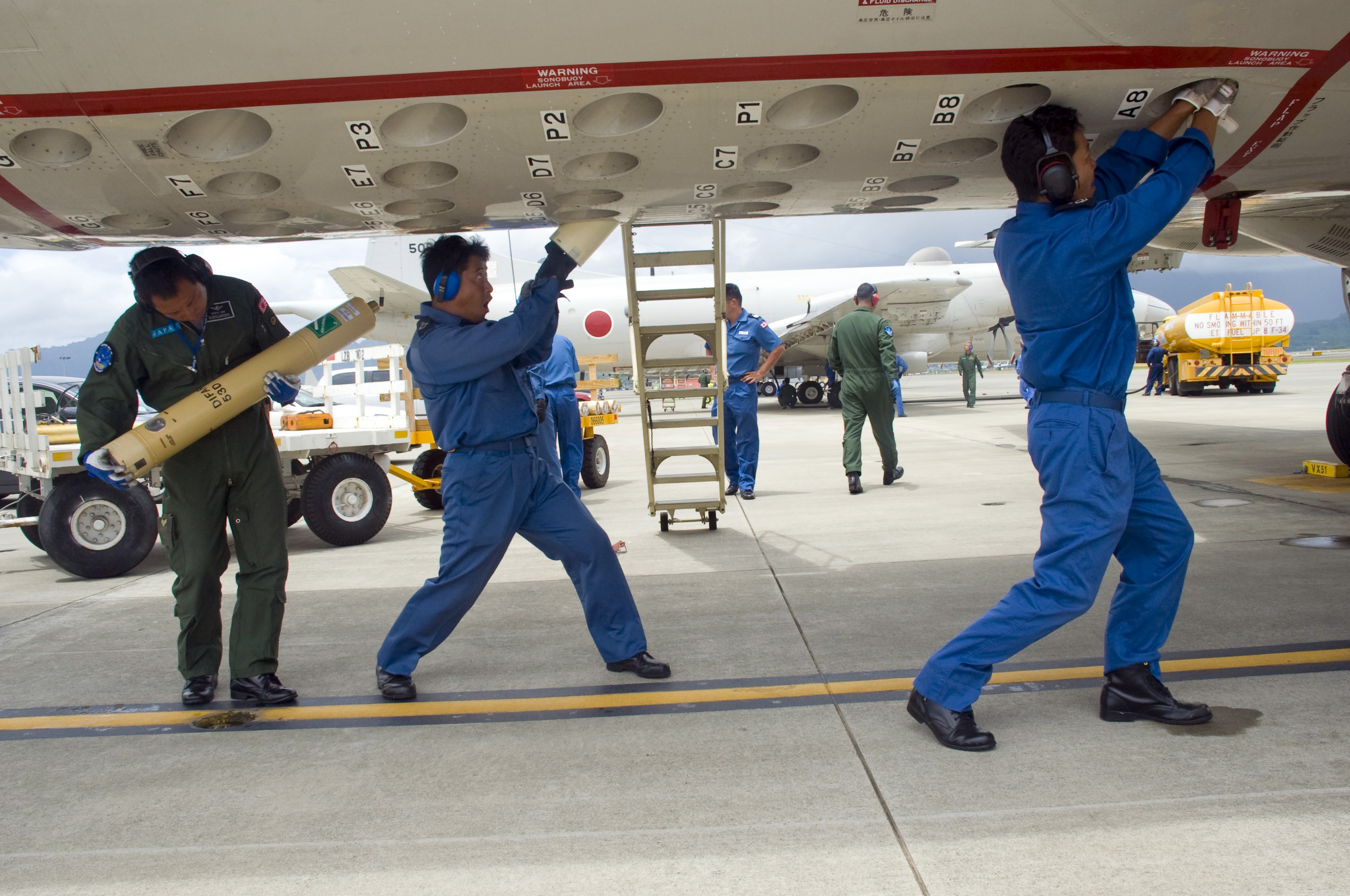
Загрузка буёв в пусковые контейнеры самолёта P-3C «Орион»

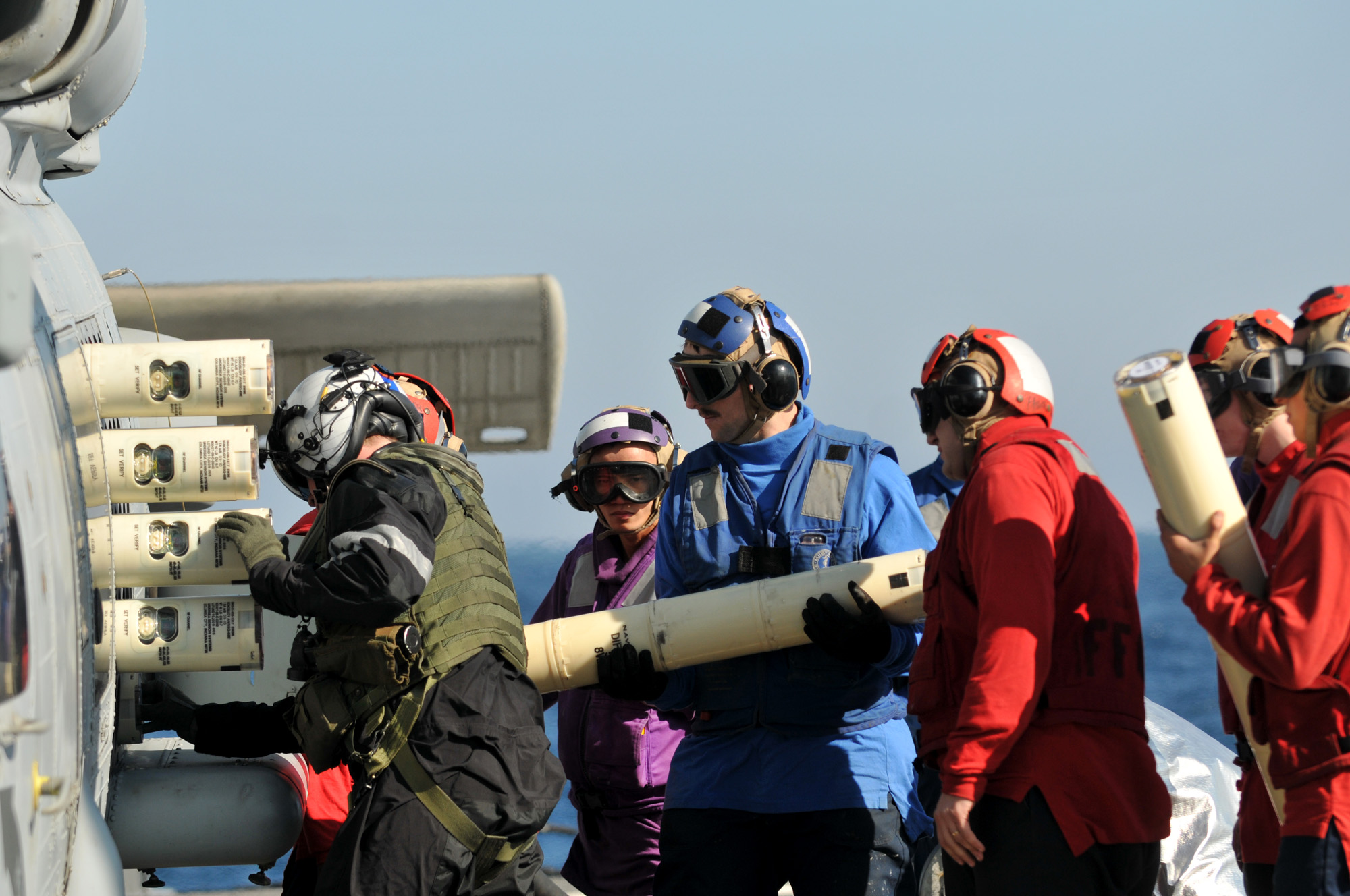
Загрузка буёв в пусковые контейнеры вертолёта SH-60B «Си Хок»

Гидроакустический буй (также Радиогидракустический буй, РГБ) — свободно плавающий или установленный на якоре буй, предназначенный для излучения и/или приёма и ретрансляции по радиоканалу гидроакустических сигналов. Применяются с целью обнаружения подводных лодок и других подводных объектов, связи с подводными лодками, а также в научных целях. Как правило, сбрасываются с самолёта, вертолёта или надводного корабля. После попадания в воду в течение определённого времени автоматически приводятся в рабочее положение. При этом из днищевой части поплавка на кабеле опускается на определённую глубину приёмник и/или передатчик гидроакустических колебаний. Принятый гидроакустический сигнал по УКВ-радиоканалу ретранслируется на самолёт или корабль-носитель в виде частотно-модулированного сигнала.

## История
Первые гидроакустические буи использованы морской авиацией Канады в 1943 году для поиска немецких подводных лодок в Северной Атлантике. Первые буи были широкополосными, ненаправленного действия, предназначались для улавливания шумов, создаваемых винтами и механизмами подводной лодки. Буи этого типа позволяли устанавливать факт наличия подводной лодки вблизи от буя, но не могли определить ни пеленга, ни расстояния до лодки.
В 1950-х годах в Англии был создан сканирующий буй в виде узконаправленного гидрофона, вращающегося вокруг вертикальной оси со скоростью 3 об/мин. Один такой буй позволял определять пеленг на лодку, два буя - точные координаты лодки. В дальнейшем на этом принципе были созданы активные и пассивные буи T17053 и T17054, которые поступили на вооружение противолодочных самолётов «Нимрод» вместе с системой приёма и анализа сигналов Mk 1. Буи сбрасывались из бомболюков и формировали поля, позволявшие осуществлять наблюдение и слежение за подводными лодками в определённом районе. Масса буя составляла 30 кг, длина — 1,5 м.
В начале 1960-х годов в США были созданы буи системы «Джули». Они представляли собой пассивные приёмники гидроакустических сигналов, источником которых были практические глубинные заряды (малые глубинные бомбы). С противолодочного самолёта в районе вероятного нахождения подводной лодки сбрасывалась пара буёв «Джули» и несколько глубинных бомб. Прямой и отражённый от подводных объектов сигнал глубинной бомбы передавался с буёв на самолёт-носитель, где анализировался системой AN/AQA-1. Пеленг на цель определялся по разности времени прихода эха на каждый из буёв. Две пары буёв, установленных перпендикулярно друг другу, позволяли определить точное местоположение лодки. В настоящее время система «Джули» не применяется, так как обладает существенными недостатками:
- Надлежащая установка системы буёв требует точного маневрирования самолёта-носителя;
- Применение глубинных бомб не позволяет осуществлять поиск подводной лодки скрытно от противника.

В это же время в США разработана гидроакустическая система «Джезебел» на основе пассивных буёв AN/SSQ-41 и сигнального процессора AN/AQA-3. Благодаря высокой чувствительности и частотной селективности новых буёв, система обладала сравнительными характеристиками без использования глубинных бомб.
В 1969 году на смену системе «Джезебел» пришла система DIFAR с пассивными направленными буями AN/SSQ-53 и сигнальным процессором AN/AQA-7. В отличие от использовавшихся ранее буёв, AN/SSQ-53 был оснащён антенной с двумя направленными и одним ненаправленным элементом. Выбор глубины погружения антенны и радиоканала для передачи данных впервые осуществлялся радиокомандами вместо предустановки на самолёте. В системе DIFAR применяются также пассивные ненаправленные буи AN/SSQ-57 с расширенным низкочастотым диапазоном для распознавания сигнатур подводных лодок. Система DIFAR применяется в ВМС США и других стран НАТО по настоящее время.

## Радиоканалы, используемые РГБ
В таблице дан перечень УКВ-радиоканалов, используемых для связи с гидроакустическими буями
.
| №  | Частота, МГц | №  | Частота, МГц | №  | Частота, МГц | №  | Частота, МГц | №  | Частота, МГц |
| -- | ------------ | -- | ------------ | -- | ------------ | -- | ------------ | -- | ------------ |
| 1  | 162,25       | 21 | 165,625      | 41 | 139,375      | 61 | 146,875      | 81 | 154,375      |
| 2  | 163,00       | 22 | 166,375      | 42 | 139,750      | 62 | 147,250      | 82 | 154,750      |
| 3  | 163,75       | 23 | 167,125      | 43 | 140,125      | 63 | 147,625      | 83 | 155,125      |
| 4  | 164,50       | 24 | 167,875      | 44 | 140,500      | 64 | 148,000      | 84 | 155,500      |
| 5  | 165,25       | 25 | 168,625      | 45 | 140,875      | 65 | 148,375      | 85 | 155,875      |
| 6  | 166,00       | 26 | 169,375      | 46 | 141,250      | 66 | 148,750      | 86 | 156,250      |
| 7  | 166,75       | 27 | 170,125      | 47 | 141,625      | 67 | 149,125      | 87 | 156,625      |
| 8  | 167,50       | 28 | 170,875      | 48 | 142,000      | 68 | 149,500      | 88 | 157,000      |
| 9  | 168,25       | 29 | 171,625      | 49 | 142,375      | 69 | 149,875      | 89 | 157,375      |
| 10 | 169,00       | 30 | 172,375      | 50 | 142,750      | 70 | 150,250      | 90 | 157,750      |
| 11 | 169,75       | 31 | 173,125      | 51 | 143,125      | 71 | 150,625      | 91 | 158,125      |
| 12 | 170,50       | 32 | 136,000      | 52 | 143,500      | 72 | 151,000      | 92 | 158,500      |
| 13 | 171,25       | 33 | 136,375      | 53 | 143,875      | 73 | 151,375      | 93 | 158,875      |
| 14 | 172,00       | 34 | 136,750      | 54 | 144,250      | 74 | 151,750      | 94 | 159,250      |
| 15 | 172,75       | 35 | 137,125      | 55 | 144,625      | 75 | 152,125      | 95 | 159,625      |
| 16 | 173,50       | 36 | 137,500      | 56 | 145,000      | 76 | 152,500      | 96 | 160,000      |
| 17 | 162,625      | 37 | 137,875      | 57 | 145,375      | 77 | 152,875      | 97 | 160,375      |
| 18 | 163,375      | 38 | 138,250      | 58 | 145,750      | 78 | 153,250      | 98 | 160,750      |
| 19 | 164,125      | 39 | 138,625      | 59 | 146,125      | 79 | 153,625      | 99 | 161,125      |
| 20 | 164,875      | 40 | 139,000      | 60 | 146,500      | 80 | 154,000      |    |              |

Частоты каналов выражаются следующими формулами:
| Каналы | Формула               |
| ------ | --------------------- |
| 1–16   | 162,25 + 0,75·(N–1)   |
| 17–31  | 162,625 + 0,75·(N–17) |
| 32–99  | 136 + 0,375·(N–32)    |

Радиоканалы, используемые различными типами буёв ВМС США:
| Тип буя | Каналы     |
| --- | ---------- |
| AN/SSQ-41B AN/SSQ-53 A AN/SSQ-57A AN/SSQ-57B AN/SSQ-62 A AN/SSQ-62B                                             | 1–31       |
| AN/SSQ-36 | 12, 14, 16 |
| AN/SSQ-36B AN/SSQ-53B AN/SSQ-53D AN/SSQ-53E AN/SSQ-53F AN/SSQ-57C AN/SSQ-77A AN/SSQ-77CZ AN/SSQ-77B AN/SSQ-110A | 1–99       |

## В СССР
Широко распространённый буй РГБ-1 комплекса "Беркут" имеет общее назначение. Это пассивный, ненаправленный (не определяет направление на источник шумов), используется для первичного поиска ПЛ, слежения за ними, а в некоторых случаях, и в качестве точки прицеливания. Буй имеет три режима работы: прием-передача, маркерный, и дежурный с тремя порогами автопуска. Пороги автопуска предназначены для исключения возможности срабатывания буя от шумов при большом волнении. Они включены в схему усилителя и определяют тот уровень сигнала шумов, при котором усилитель включает питание передатчика информации.
Положение автопуска устанавливается перед укладкой в кассеты, из которых они применяются. В дежурном режиме буй сохраняет работоспособность в течение трех часов, в «маркерном» - 45 мин. Дальность приема сигналов буя по каналу информации 40-50 км. Во время проведения государственных испытаний РГБ-1 на Чёрном море дальность обнаружения дизельной ПЛ, имеющей ход 6-8 узлов (11,2-14,8 км/ч) при волнении моря 1-2 балла составила во втором положении автопуска 1500-2000 м. В Баренцевом море дальность в 1,5-2 раза больше.
Каждый РГБ-1 имеет свою частоту передатчика информации и свой код маяка-ответчика, соответствующие его номеру в комплекте из 24 буев. Вес каждого буя 14 кг, стоимость (в ценах 1970 г.) - 3200 руб. Буй применяется с самолётов противолодочной авиации Ил-38 и Ту-142.
Буй РГБ-2 - пассивный, направленного действия. Он позволяет определить магнитный пеленг источника шумов и передать его значение по радиоканалу. После приводнения буя его акустическая система, имеющая раствор характеристики направленности в горизонтальной плоскости порядка 15°, приводится во вращение приводом, состоящим из электродвигателя и червячно-цилиндрической передачи, с частотой 8 об/мин. Шумы ПЛ, принимаемые акустической системой буя, преобразуются в электрические импульсы длительностью 0,2-0,3 с (сигнал «Цель»), усиливаются, преобразуются и передатчик информации начинает вырабатывать частотно-модулированные колебания, излучаемые антенной. Буй имеет только один режим работы - прием-передачу.
Дальность приема шумов ПЛ не меньше дальности РГБ-1, продолжительность работы 40-45 мин.
Комплект включает 10 буев весом 40 кг каждый, стоимость (в ценах 1970 г.) - 4600 руб. Буи помещаются в кассеты и применяются для определения места и элементов движения ПЛ перед применением средств поражения, а также для уточнения контакта, полученного с помощью РГБ-1.
РГБ-2 применяется с самолётов Ил-38 и Ту-142.
Последний тип буя, входящий в состав ППС "Беркут" - это пассивно-активный РГБ-3. Он обеспечивает определение магнитного пеленга ПЛ, дальности до неё, а, следовательно, её местоположения. Фактически - это автономная, очень сложная, в сравнении с первыми двумя буями, сбрасываемая гидроакустическая станция. В опускаемой части, кроме приемника, находится излучатель акустической энергии (передающая антенна) и импульсный генератор.
Особенность буя состоит в том, что после приводнения он начинает работать в режиме шумопеленгования (число отсчетов пеленгов во много раз превышает количество пеленгов от РГБ-2 так как скорость вращения характеристики направленности приемника акустической системы составляет 3000 об./мин.) и специальным кодирующим сигналом с самолёта переводится в режим излучения акустических посылок. В этом режиме данные о пеленге и дальности передаются на самолёт с частотой 0,25 Гц. Комплект включает четыре буя, каждому из которых, во избежание помех, присвоен свой управляющий сигнал. Активный режим работы буя особенно ценен в случаях, когда ПЛ переходит на «малошумную» скорость и режим шумопеленгования оказывается неэффективным.
Дальность обнаружения ПЛ в активном режиме составляет - 2 км, в режиме шумопеленгования - 1-1,5 км. Продолжительность работы в активном режиме - 5 мин.
Вес буя - 185 кг, стоимость (в ценах 1970 г.) - 12800 руб. Применяется с самолёта Ил-38.